# Markus Vogel
Markus Vogel (Beckenried, 12 gennaio 1984) è un ex sciatore alpino svizzero.

## Biografia
Vogel, attivo in gare FIS dal dicembre del 1999, ha esordito in Coppa Europa il 16 gennaio 2003 a Saas-Fee, senza completare lo slalom gigante in programma. Specializzatosi nello slalom speciale, ha fatto il suo esordio in Coppa del Mondo il 6 gennaio 2008 sull'impegnativo tracciato di Adelboden, uscendo nella prima manche. Il 17 febbraio 2008 a Garmisch-Partenkirchen ha conquistato il suo unico successo, nonché primo podio, in Coppa Europa e nella medesima specialità tre anni dopo ha debuttato ai Campionati mondiali: nella rassegna iridata del 2011 si è classificato 27º.
Il 18 dicembre 2012 ha colto a Madonna di Campiglio il suo miglior piazzamento in Coppa del Mondo (6º) e ai successivi Mondiali di Schladming 2013, suo congedo iridato, è stato invece 17º. Il 16 gennaio 2016 ha ottenuto a Zell am See il suo ultimo podio in Coppa Europa (2º) e si è ritirato al termine di quella stessa stagione 2015-2016; la sua ultima gara in Coppa del Mondo è stato lo slalom speciale di Schladming del 26 gennaio (non qualificato alla seconda manche) e la sua ultima gara in carriera lo slalom speciale dei Campionati liechtensteinesi 2016, il 26 marzo a Malbun (13º).

## Palmarès

### Coppa del Mondo
- Miglior piazzamento in classifica generale: 72º nel 2013

#### Coppa del Mondo - gare a squadre
- 2 podi:
  - 1 secondo posto
  - 1 terzo posto

### Coppa Europa
- Miglior piazzamento in classifica generale: 37º nel 2013
- 4 podi:
  - 1 vittoria
  - 2 secondi posti
  - 1 terzo posto

#### Coppa Europa - vittorie
| Data             | Località               | Paese    | Specialità |
| ---------------- | ---------------------- | -------- | ---------- |
| 17 febbraio 2008 | Garmisch-Partenkirchen | Germania | SL         |

Legenda:

SL = slalom speciale

### Campionati svizzeri
- 3 medaglie[1]:
  - 2 ori (slalom speciale nel 2010; slalom speciale nel 2012)
  - 1 argento (slalom speciale nel 2015)